# Knoll
Knoll è un'azienda statunitense di design che produce articoli di arredamento per uffici e abitazioni. Fra essi le sedie, i classificatori, i tavoli e le scrivanie, i tessuti, e un'ampia gamma di accessori. Con un fatturato annuo di oltre 900 milioni di dollari, la ditta è un marchio leader nel campo del disegno industriale, a livello internazionale. Fra i nomi dei designer che con le loro collaborazioni hanno contribuito alla formazione della fama aziendale si trovano Ludwig Mies van der Rohe, Harry Bertoia, Florence Knoll (Florence Schust), Frank Gehry, Maya Lin e Eero Saarinen.

## Alcuni classici di Knoll

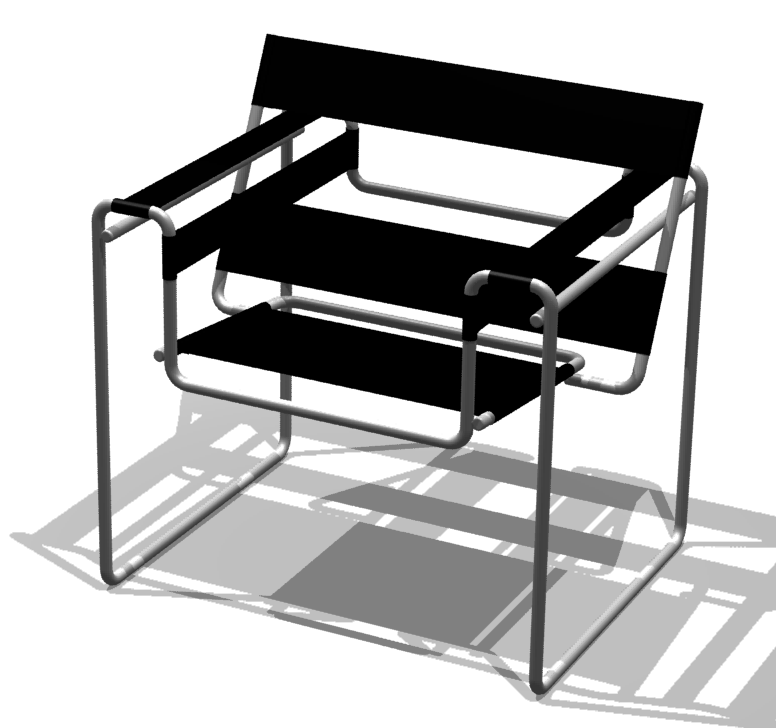
Sedia Wassily di Marcel Breuer

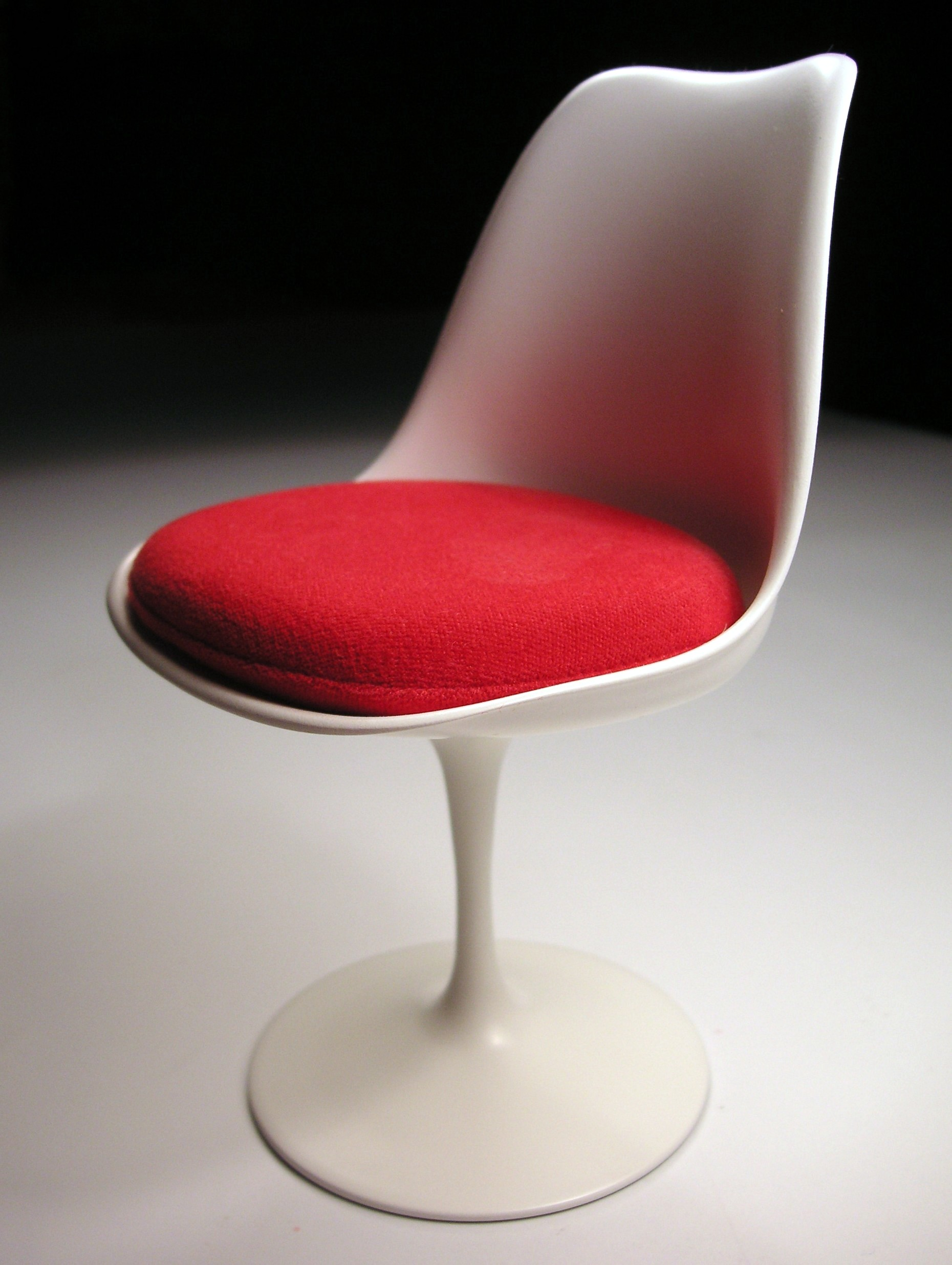
Tulip chair, disegnata per Knoll by Eero Saarinen nel 1956

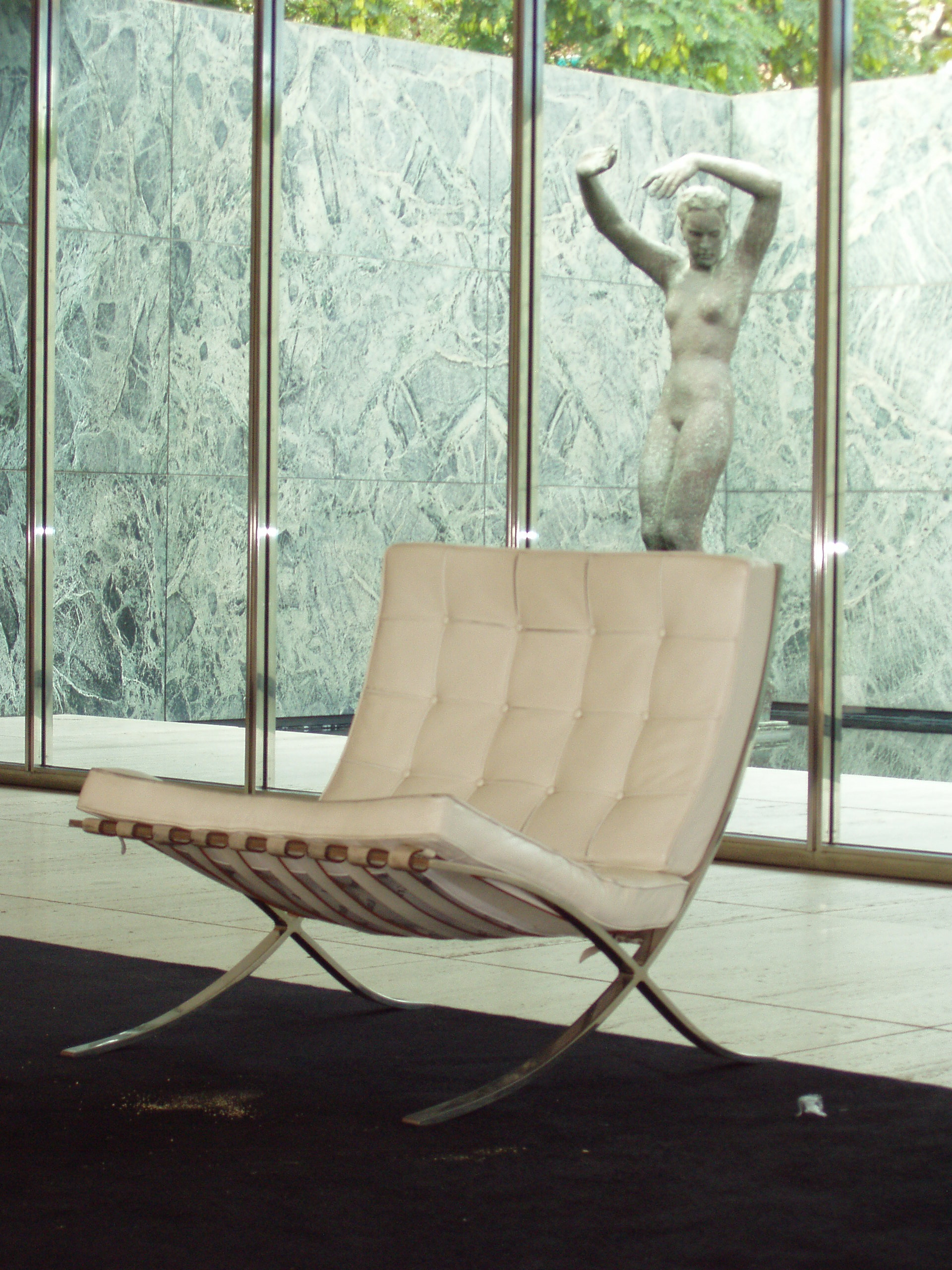
poltrona Barcelona di Mies van der Rohe.

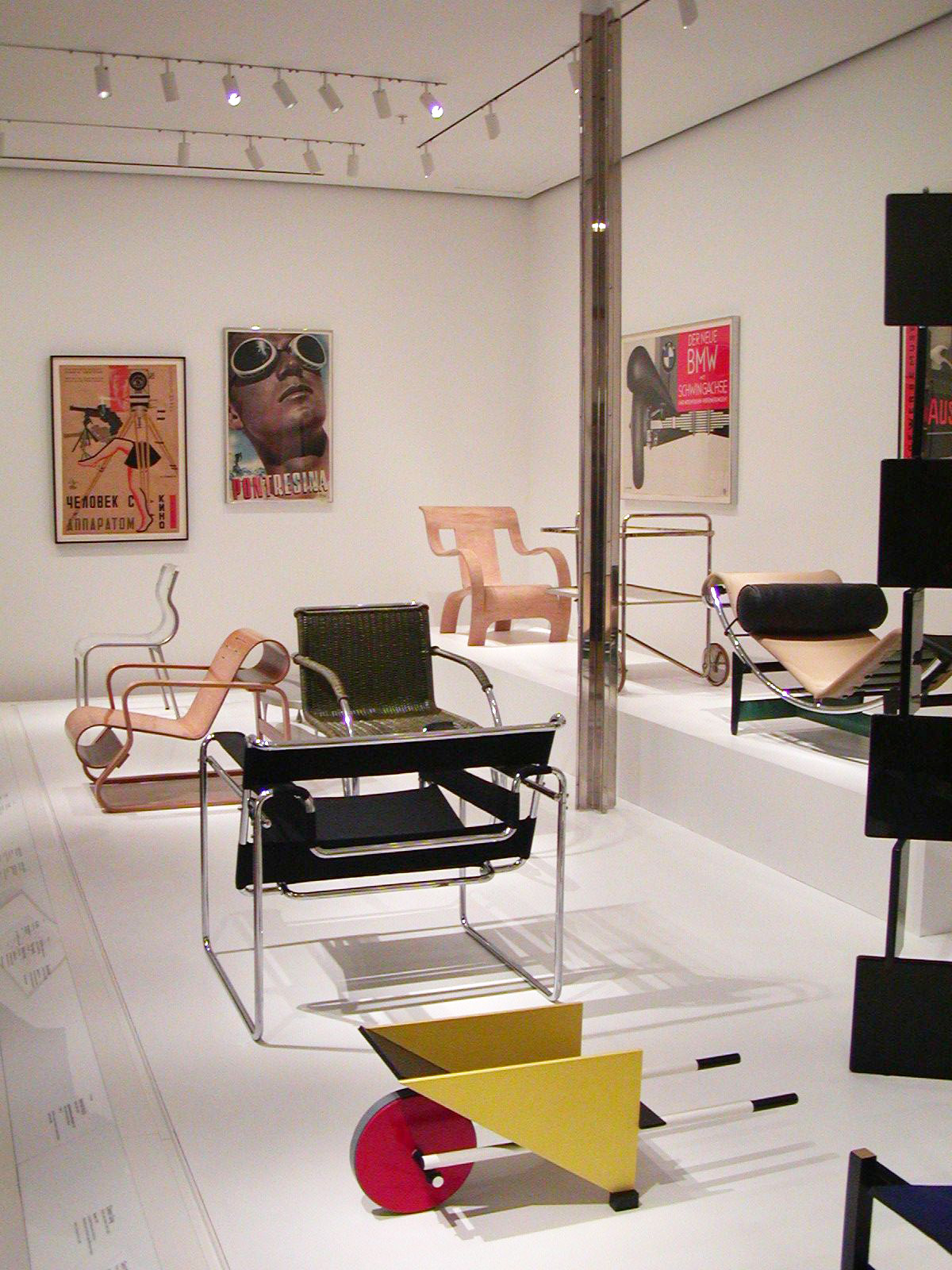
Molti dei prodotti di Knoll sono presenti nelle collezioni permanenti del MOMA di NYC.

Molti dei prodotti della società sono inclusi nelle collezioni museali, come il Cooper-Hewitt National Design Museum e il MOMA.
Nel 1953 la società ha rilevato i diritti esclusi degli arredi di Ludwig Mies van der Rohe, tra cui la poltrona Barcelona progettata per il Padiglione Barcellona nel 1929. 
Nel 1956 l'azienda ha commissionato a Eero Saarinen la progettazione della collezione Tulip formata da tavoli e sedie.
La società detiene i diritti di produzione di diversi modelli disegnati da Marcel Breuer, tra cui la Wassily Chair.
Nel 1947 Knoll acquistò i diritti di esclusiva per la produzione negli Stati Uniti della sedia Hardoy (“Butterfly chair”) di Jorge-Ferrari-Hardoy. Molteplici imitazioni invasero il mercato costringe Knoll a intraprendere un'azione legale e alla fine abbandonare la produzione.

## Storia

### Gli anni 20 e 30
La nascita dell'azienda si accompagna alla nascita del Bauhaus. Hans Knoll, nato a Stoccarda nel 1914 è il secondo figlio di Walter Knoll, un produttore di mobili di successo di seconda generazione. Suo nonno, Wilhelm Knoll, ha fondato l'azienda di famiglia nel 1865 e vanta una reputazione nei mobili di alta qualità. Walter e suo fratello, Guglielmo II, hanno scelto di riorientare l'attività e creare mobili moderni sull'onda della nascita del movimento Bauhaus. Hans li avrebbe seguiti presto nell'impresa di famiglia.
Intanto, dall'altra parte dell'Atlantico nasceva, nel 1917, Florence Margaret Schust a Saginaw, Michigan.
In mezzo ai disordini crescenti in Europa, nasce una nuova era del design che subito viene esportata negli Stati Uniti. Così, poco prima che l'epoca del Bauhaus si chiuda, viene aperta a Bloomfield Hills, Michigan, la Cranbrook Academy of Art dove si continueranno a sperimentare le idee del Bauhaus; la Cranbrook Academy of Art è una scuola dedicata all'arte applicata e all'artigianato fondata nel 1925 dal magnate George G. Booth e diretta da Eliel Saarinen; è un luogo dove architetti, artisti ed artigiani potevano risiedere e lavorare liberamente.
Gli anni '30 si chiudono per Hans con la fondazione di Knoll nella sua prima denominazione - The Hans G. Knoll Furniture Company – con sede in un piccolo spazio sulla East 72nd Street a New York.
Hans Knoll, noto per ottimismo e ambizione, appende un cartello al suo ufficio di una sola stanza con scritto “Fabbrica n.1”. La sua intenzione è quella di importare i mobili dall'Europa ma, con l'avanzare della guerra, diventa sempre più difficile fare spedizioni sicure così, parallelamente, Hans comincia a cercare sul mercato interno sia pezzi da aggiungere alla sua linea che designer ai quali possa commissionare pezzi originali.
Florence Schust, rimasta orfana all'età di 12 anni, dimostra subito un precoce interesse per diventare architetto così viene iscritta alla Kingswood School nel campus di Cranbrook. Presto conosce Eliel Saarinen che la prende immediatamente in simpatia, tanto che spesso è ospite della famiglia Saarinen e trascorre con loro le vacanze. Questa frequentazione dà la possibilità a Florence di godere della compagnia di molti grandi architetti e designer contemporanei. Nel 1934, dopo aver completato gli studi alla Kingswood School, Florence si iscrive a Cranbrook. Tra i suoi compagni di studi ci saranno Eero Saarinen e Charles Eames.
Nel 1937, grazie alla raccomandazione di Alvar Aalto e Eliel Saarinen, Florence viene accettata all'Architectural Association di Londra ma, dopo due anni di studi, a causa dell'inizio della guerra è costretta a tornare negli Stati Uniti dove farà apprendistato nello studio di Walter Gropius e Marcel Breuer a Cambridge in Massachusetts.

### Gli anni quaranta
Nel 1940 Florence Schust si iscrive all'Illinois Institute of Technology per completare la sua formazione in campo architettonico e prende lezioni con Ludwig Mies van der Rohe, che sarebbe diventato un mentore e un amico di Florence.
Intanto nel 1941 Hans Knoll stabilisce il primo impianto produttivo in una ex sala da ballo a East Greenville, in Pennsylvania. Hans è attratto da questa area in parte per l'abbondanza di abili artigiani: la popolazione olandese della Pennsylvania ricorda a Hans, per dialetto e abilità, i falegnami tedeschi in mezzo ai quali è cresciuto.
Sempre nello stesso anno, Hans incontra Florence che, completati gli studi a Chicago, lavora in uno studio di progettazione a New York. Hans, riconoscendo la stessa sua ambizione in Florence, l'assume per sviluppare alcuni progetti interni per la sua azienda.
Nel 1942 viene dato alle stampe il primo catalogo di Knoll che comprende principalmente pezzi progettati appositamente per Knoll da Jens Risom, prodotti costruiti con pezzi di legno di scarto e scarti di tessitura in nylon da fabbriche di paracadute, viste le restrizioni di materiali imposti dalla guerra.
Nel 1943 Jens Risom deve arruolarsi e quindi lascia l'azienda così Hans ingaggia Florence a tempo pieno per aiutare nella progettazione di interni. Florence porta nuova energia e particolare attenzione al portfolio e all'organizzazione, dimostrando di avere un gusto squisito e un occhio critico per il design.
Nel 1946 Hans e Florence si sposano e l'Hans G. Knoll Furniture Company diventa Knoll Associates, segnando l'inizio di una nuova era di ambizione e crescita. Florence fonda la Planning Unit, un concetto rivoluzionario nel settore del mobile perché la Planning Unit dà la possibilità a Florence di realizzare la progettazione di interi spazi. Il boom delle costruzioni del dopoguerra significa milioni di metri quadrati di spazio da decorare e organizzare.
Non del tutto soddisfatti della grafica attuale di Knoll, Florence assume Herbert Matter, il graphic designer di origine svizzera, per rinnovare l'immagine aziendale.
Nel 1947 Knoll stabilisce un reparto tessile guidato da Arundell Clarke. Non più limitati dalle restrizioni dei tempo di guerra, i tessuti diventano parte integrante dell'azienda Knoll e uno showroom interamente dedicato al tessile viene aperto sulla East 65th Street a New York. Fino a quel momento era stato molto difficile trovare tappezzeria adatta in termini di qualità e design così Florence torna ancora una volta a Cranbrook e ingaggia Marianne Strengel, capo del Dipartimento di Tessitura, per sviluppare una nuova linea.
Durante il primo decennio di attività di Knoll, l'azienda è cresciuta rapidamente mutando da importatore a costruttore e si evolve ulteriormente da fornitore di oggetti a influente riferimento di stile per gli interni.
Florence e Hans hanno a disposizione le migliori menti creative, molte conosciute durante gli anni alla Cranbrook, e hanno ridefinito l'ufficio moderno, un risultato notevole in ogni epoca, e tanto più degno di nota se visto sullo sfondo della guerra mondiale e le sue conseguenze.

### Gli anni ‘50
Florence e Hans vanno in California a visitare Harry Bertoia, uno scultore di talento che Florence aveva conosciuto a Cranbrook. Bertoia viene invitato a impostare uno studio sul metallo presso la produzione Knoll e da questo studio, due anni dopo, verrà la collezione di sedute in filo metallico. Intanto la Planning Unit prospera sotto la direzione di Florence Knoll e nuovi designer legati a Cranbrook arrivano in azienda, come Don Knorr.
Hans, che ha stabilito già collegamenti con il Dipartimento di Stato USA, viene coinvolto nei progetti di ricostruzione che in parte sa che riguarderanno anche l'Europa così nel 1951 Knoll stabilisce filiali in Francia e Germania dando vita a Knoll International sperando di poter sfruttare l'occasione. Florence progetta il primo showroom europeo nella dépendance di una cattedrale a Parigi, subito dopo aver aperto il nuovo showroom newyorkese al 575 di Madison Avenue.
Nel 1955 l'azienda viene scossa dalla prematura scomparsa di Hans Knoll in un incidente automobilistico durante un suo viaggio a l'Avana per conto del dipartimento di Stato. Il futuro della società è momentaneamente in questione ma Florence ne prende le redini diventando Presidente e promuovendo Cornell Dechert a Direttore Generale.
Nel 1956 continua l'espansione in Europa e viene aperto il primo showroom in Italia, a Milano.
Nel 1957 l'azienda viene incaricata di progettare gli interni della First National Bank di Miami e, mentre lavora al progetto, Florence conosce il capo della banca, Harry Hood Basset, con il quale si sposerà l'anno successivo.
Tanto più Knoll cresce, tanto più Florence si trova ad affrontare questioni commerciali della società che oltre a essere complicate per lei, le interessano anche poco. Florence decide di vendere la società alla Art Metal Construction Company, credendo pienamente nella visione del suo presidente, Andrew Wilson. L'Art Metal, con sede a Jamestown, New York, è stato un enorme produttore di mobili per ufficio in metallo e promette di sostenere l'eredità di qualità e innovazione ma morì solo 6 mesi dopo l'acquisizione senza poter dar seguito ai suoi piani ambiziosi.

### Gli anni '60
Ci affacciamo a un decennio di transizione per Knoll: Florence ha completato il suo ultimo progetto con la Planning Unit per il quartier generale della CBS. Robert Cadwallader e la nuova gestione di Knoll rivitalizzano lo sviluppo del prodotto mentre la società ha ampliato il portfolio acquisendo la società italiana Gavina Spa, iniziando così un'ampia attività di importazione.
Nel 1965, dopo più di 20 anni di continua innovazione e leadership, Florence Knoll Basset si ritira dalla società. In azienda arriva Don Albinson per dirigere sia il dipartimento di progettazione che di sviluppo del Gruppo. Un genio tecnico, Albinson con il suo team ha la responsabilità di valutare le idee e i prototipi di dei designer e metterli in produzione.
Nel 1967 Robert Cadwallader, il nuovo capo del marketing, chiede a Massimo Vignelli di progettare la nuova grafica aziendale per dare una identità di marca più coesa. Vignelli crea un programma con un sistema a rete che sarà un punto di riferimento per tutto il materiale grafico. Il nuovo concept comprende anche il listino prezzi che diventa più intuitivo e pratico, tanto che tutte le industrie lo prenderanno a modello.
Nel 1968 Knoll acquisisce la Gavina Spa, una azienda italiana che rappresenta molti emergenti modernisti italiani. L'acquisizione include i progetti di Cini Boeri, Kazuhide Takahama, Tobia Scarpa e Marcel Breuer. L'acquisizione comprende anche lo stabilimento di Gavina a Foligno e che ancora oggi produce la collezione Knoll per il mercato europeo. Vista la presenza sempre più internazionale e la crescente popolarità dell'azienda, il nome Knoll Associates viene cambiato in Knoll International.

### Gli anni '70
L'acquisizione di Gavina Spa nel 1968 diventa un punto di svolta verso l'importazione e la commissione di prodotti a designer italiani. Intanto l'era del sistema a pannello era arrivata in Knoll con il lancio del sistema Stephen ed era cresciuta con l'introduzione del sistema Zapf.
Nel 1972, dopo anni di pianificazione e progettazione, apre la mostra Knoll au Louvre al Pavillon de Marsan del Musée des Arts Décoratifs di Parigi. La mostra è una celebrazione dei primi 25 anni della società e una testimonianza dell'impatto di Knoll sul mondo del design.
Nel 1977 Marshall Cogan e Stephen Swid acquistano Knoll per conto della General Felt Industries e iniziano un programma di rivitalizzazione del patrimonio della società, con particolare attenzione al mondo ufficio.

### Gli anni '80
Marshall Cogan e Stephen Swid, i nuovi proprietari della società, ingaggiano una nuova generazione di architetti e designer per dare un volto nuovo all'azienda e ai suoi prodotti ed effettivamente Knoll riesce a riconquistare una ottima posizione nel settore dell'ufficio. Si aggiunge anche un nuovo programma di sviluppo tessile e viene acquisita l'azienda Spinneybeck specializzata nella lavorazione della pelle.
Nell'ottica della nuova organizzazione diversificata, l'azienda viene riorganizzata in quattro divisioni: KnollOffice, KnollStudio, KnollTextile e KnollAccents (ora KnollExtra). KnollOffice si concentra sul mercato degli uffici mentre KnollStudio racchiude i prodotti classici e si rivolge principalmente al mondo residenziale.

### Gli anni '90
Negli anni 90 la Westinghouse Electric Corporation acquisisce Knoll. Knoll ha ampliato la propria quota di mercato con nuovi prodotti di successo per l'ufficio. KnollStudio, dedicato alle collezioni classiche e prodotti di design, enfatizza la qualità del fare dell'azienda
Nel 1990 Knoll, insieme ad altre due aziende del mobile, viene acquisita dalla Westinghouse Electric Corporation. Westinghouse riunisce le società sotto il nome Gruppo Knoll. Westinghouse intendeva combinare i patrimoni, il sistema di pannelli, i mobili di acciaio di Shaw-Walker, i mobili in legno del REFF e l'identità di Knoll per creare una forza importante nel settore contract.
Nel 1992 Knoll presenta la collezione di Frank Gehry. Nessuno sapeva esattamente cosa sarebbe successo nel 1989 quando Gehry e Knoll cominciarono a collaborare ma, vedendo il potenziale dell'idea, Knoll ha aiutato Gehry aprendo uno studio e dedicando 3 anni all'esplorazione e lo sviluppo del concetto.
È così che nel 1993, sfruttando l'energia creata dalla collezione Gehry, 4 dirigenti di Knoll, Burt Staniar, John Lynch, Kass Bradley e Andrew Cogan, acquistano la società dalla Westinghouse.

### Gli anni 2000
Knoll ha continuato a rafforzare la propria posizione di mercato reintroducendo pezzi dell'archivio che i continui passaggi di mano della società avevano messo nel dimenticatoio.
Nel 2003 Florence Knoll Bassett si aggiudica la National Medal of Arts per il suo contributo incommensurabile al design moderno.
Nel 2004 Knoll inc. viene listata fra gli azionisti del New York Stock Exchange (NYSE)
Nel 2013, come parte delle celebrazioni per i 75 anni dell'azienda, Knoll lancia “Tools for Life”, una raccolta di undici pezzi disegnati da Rem Koolhaas e OMA. “Tools for Life” offre un'interfaccia contemporanea tra i mobili e le persone, sostenendo il flusso e riflusso della vita lavorativa e sociale e le dinamiche delle diverse esigenze.
Nell'aprile 2021 l'azienda è stata rilevata dalla concorrente Herman Miller per 1,8 miliardi di dollari.

## Knoll e la design community
Knoll sponsorizza mostre, borse di studio e altre attività legate all'architettura moderna oltre a partecipare in attività volte a proteggere il pianeta.
Nel 2006 Knoll diventa lo sponsor fondatore insieme al World Monuments Fund di Modernism at Risk, un'iniziativa dedicata alla conservazione di edifici moderni di tutto il mondo che sono in rovina o in imminente pericolo di demolizione. Ogni due anni viene premiato un progettista o uno studio di progettazione per progetti che in modo innovativo conservano monumenti moderni.
Nello stesso anno Knoll diventa la prima industria di mobili a far parte del Chicago Climate Exchange, un sistema di scambio di compensazione volontaria di carbonio mentre dal 2007 Knoll attua una politica di legno sostenibile, mirata a proteggere le foreste in via di estinzione e promuovere la raccolta sostenibile.
Nel 2011 Knoll ha ricevuto il prestigioso National Design Award for Corporate and Institutional Achievement dal Cooper-Hewitt National Design Museum. Il premio vuole riconoscere l'eredità di Knoll nella storia del design moderno in America e l'impegno della società a promuovere il rapporto tra buon design e qualità della vita. Nelle precedenti edizioni il premio era stato dato a US Green Building Council, Google, Nike, Aveda e Apple.